# Diplogrammus gruveli
Diplogrammus gruveli är en fiskart som beskrevs av Smith, 1963. Diplogrammus gruveli ingår i släktet Diplogrammus och familjen sjökocksfiskar. Inga underarter finns listade i Catalogue of Life.